# Overworld
Overworld är bandet Machinae Supremacys tredje album. Utkom den 14 februari 2008.

## Låtlista
1. Overworld
2. Need For Steve
3. Edge And Pearl
4. Radio Future
5. Skin
6. Truth Of Tomorrow
7. Dark City
8. Conveyer
9. Gimme More (Sid)
10. Violator
11. Sid Icarus
12. Stand